# Колонтаево (платформа)
Колонта́ево — остановочный пункт на хордовой линии Мытищи — Фрязево Ярославского направления Московской железной дороги в Богородском городском округе Московской области.
Названа по имени деревни Колонтаево, хотя ближайший населённый пункт — деревня Марьино-2.
Разъезд построен в 1971 году вместе с участком Монино — Фрязево, замкнувшим хордовую линию Мытищи — Фрязево между Ярославским и Горьковским направлениями МЖД. В середине — конце 1990-х годов боковой путь был демонтирован, разъезд стал остановочным пунктом, и таким образом образовался более чем 20-километровый однопутный перегон от Монино до Фрязево. В 2003 году был достроен второй путь на всём перегоне.
Является промежуточной для 13 пар пригородных поездов, следующих от Москвы-Ярославской до станции Фрязево. Время движения от Ярославского вокзала — около 1 часа 30 минут, от станции Фрязево — около 15 минут.
Имеется две боковых платформы. Западная достроена в 2003 году. Не оборудована турникетами. Касса отсутствует, окошко билетной кассы на второй платформе заложено кирпичом. По данным на сентябрь 2015 года, по будням утром (с 6:25 до 10:02) на первой платформе (на Москву) работает мобильная касса.
Напрямую к платформе общественный транспорт не подходит, ближайшая остановка — Зверосовхоз в деревне Тимохово (1 км).

## Галерея

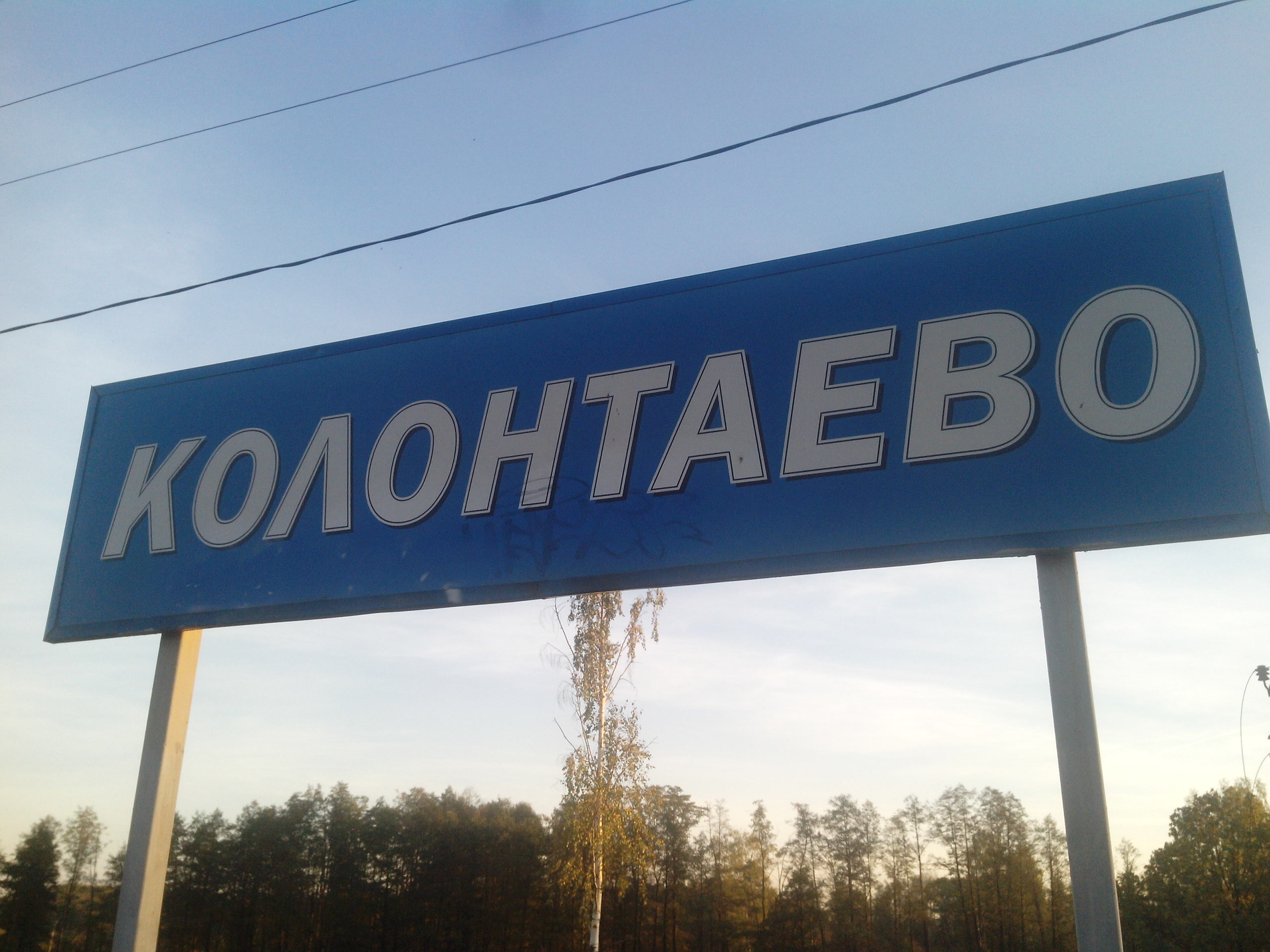
Платформа Колонтаево. Станционная табличка
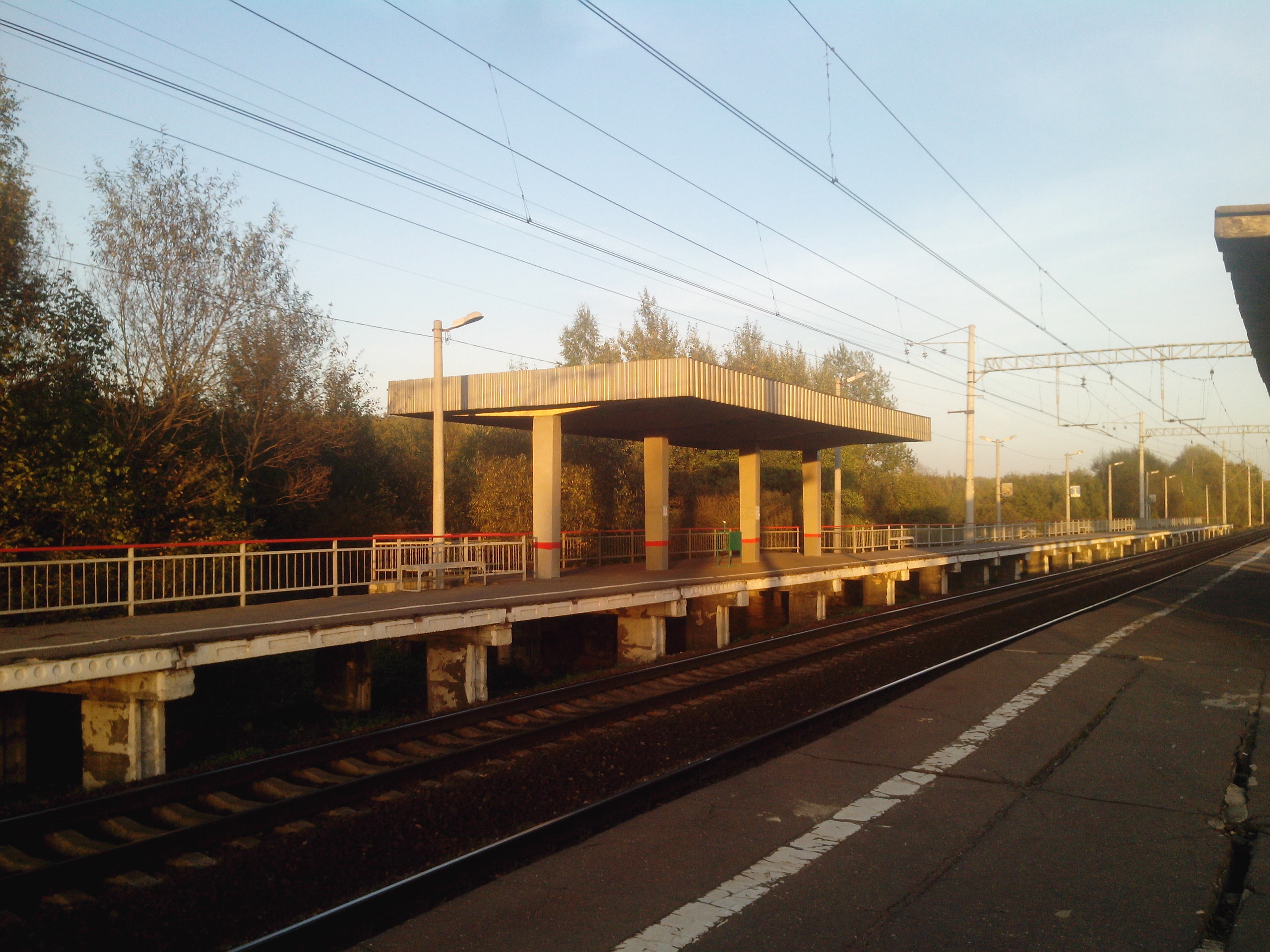
Платформа Колонтаево. Навес на первой платформе
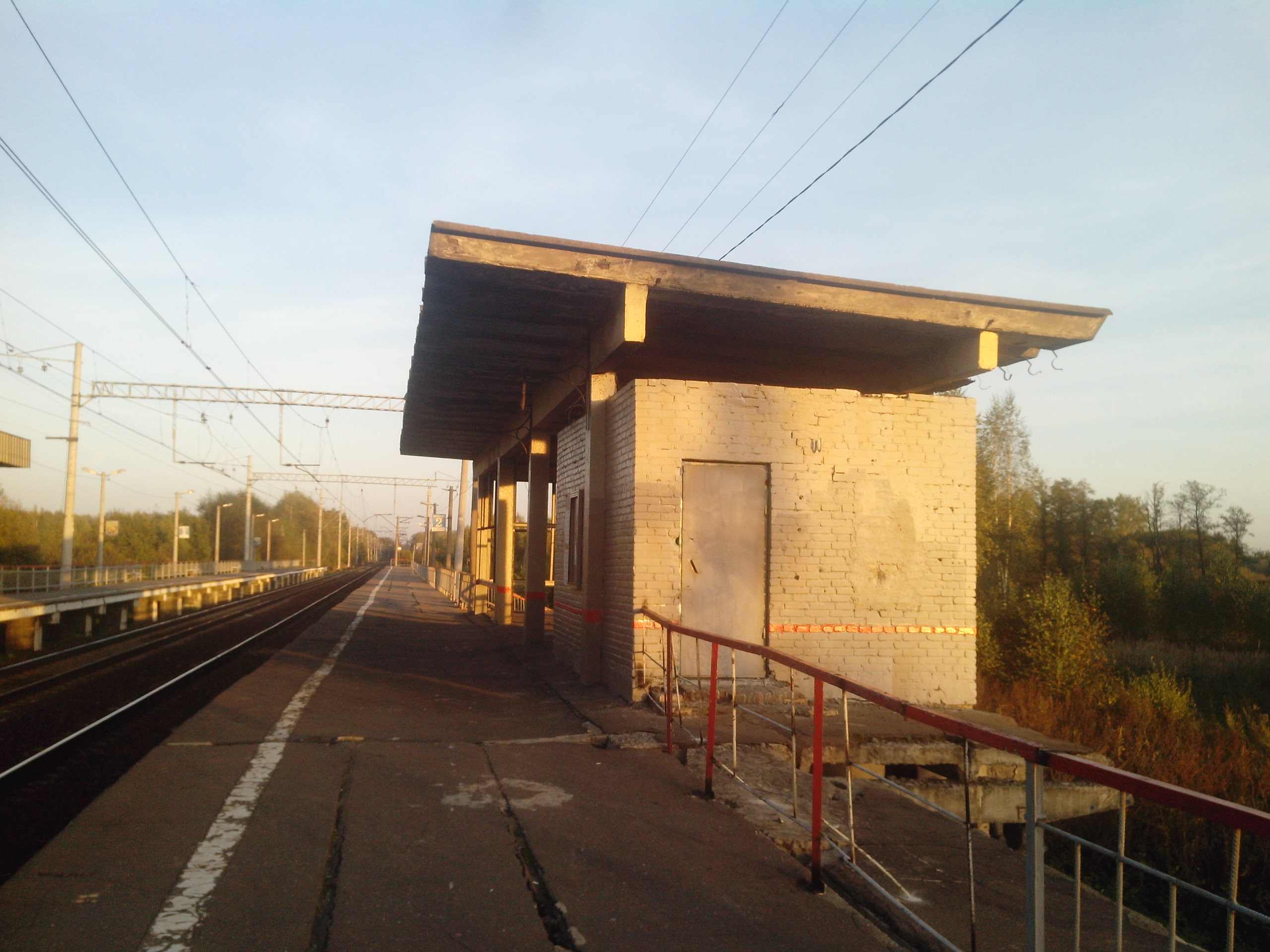
Платформа Колонтаево. Павильон второй платформы
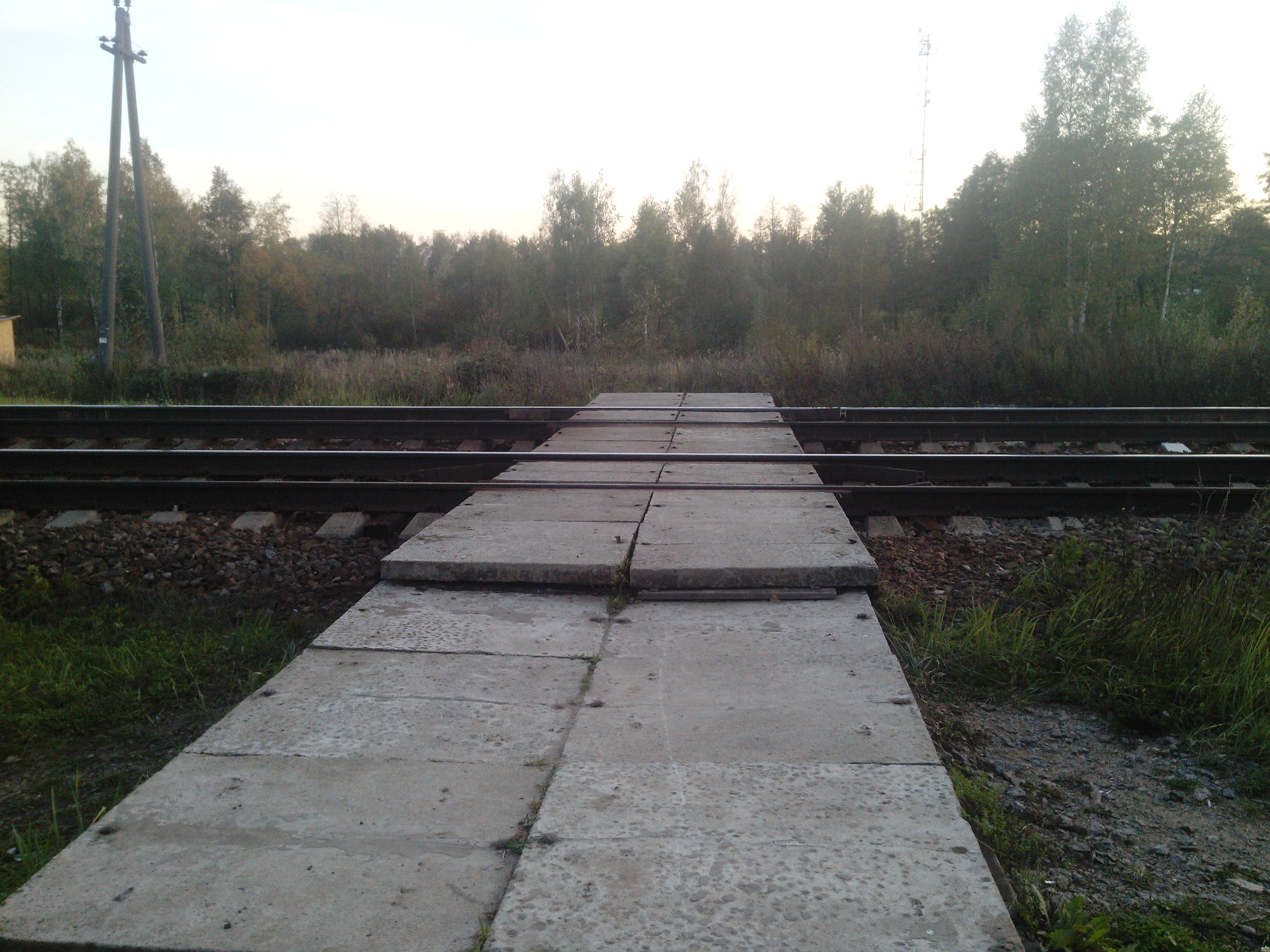
Платформа Колонтаево. Настил через пути
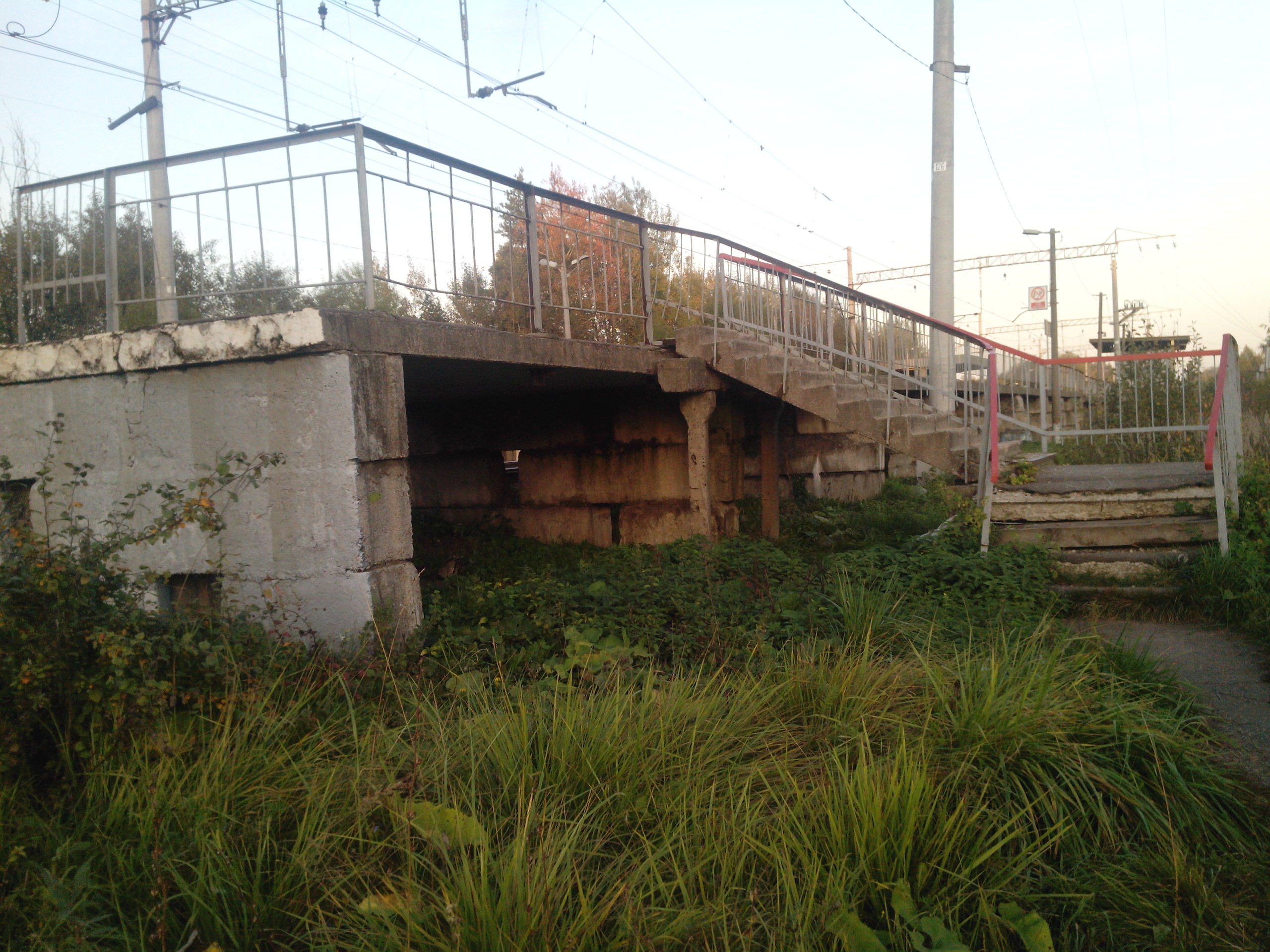
Платформа Колонтаево. Лестница на вторую платформу